# Transakcije NBA sezone 2009./10.
Ovo je popis svih prelazaka u predsezoni i tijekom NBA sezone 2009./10.

## Umirovljenja
| Datum               | Klub            | Ime             | Pozicija | Profesionalne godine | Napomene                                                                  |
| ------------------- | --------------- | --------------- | -------- | -------------------- | ------------------------------------------------------------------------- |
| 23. travnja 2009.   | Houston Rockets | Dikembe Mutombo | Centar   | 18                   | Pretrpio tešku ozljedu koja mu je okončala sezonu                         |
| 21. svibnja 2009.   | Slobodan igrač  | Sam Cassell     | Bek      | 15                   | Postao pomoćni trener Washington Wizards                                  |
| 17. kolovoza 2009.  | Slobodan igrač  | Robert Horry    | Krilo    | 16                   |                                                                           |
| 3. rujna 2009.      | Slobodan igrač  | Bruce Bowen     | Krilo    | 12                   |                                                                           |
| 22. listopada 2009. | Slobodan igrač  | Mark Madsen     | Krilo    | 9                    | Postao pomoćni trener Utah Flasha                                         |
| 23. listopada 2009. | Slobodan igrač  | Bobby Jackson   | Bek      | 12                   |                                                                           |
| 23. listopada 2009. | Slobodan igrač  | Tyronn Lue      | Bek      | 11                   | Postao upravitelj košarkaškog razvoja u Boston Celticsima                 |
| 5. studenog 2009.   | Slobodan igrač  | Darrick Martin  | Bek      | 14                   | Postao asistent upravitelja košarkaških operacija Minnesota Timberwolvesa |

## Klupske smjene

### Smjene trenera
| Promjene trenera u predsezoni   | Promjene trenera u predsezoni | Promjene trenera u predsezoni | Promjene trenera u predsezoni | Promjene trenera u predsezoni                         |
| Datum                           | Klub                          | Bivši trener                  | Sadašnji glavni trener        | Bivše funkcije                                        |
| ------------------------------- | ----------------------------- | ----------------------------- | ----------------------------- | ----------------------------------------------------- |
| 15. travnja 2009.               | Oklahoma City Thunder         | Scott Brooks                  | Scott Brooks                  | privremeni trener Thundera                            |
| 22. travnja 2009.               | Washington Wizards            | Ed Tapscott                   | Flip Saunders                 | Glavni trener Detroit Pistonsa                        |
| 9. svibnja 2009.                | Phoenix Suns                  | Alvin Gentry                  | Alvin Gentry                  | Privremeni trener Sunsa                               |
| 11. svibnja 2009.               | Toronto Raptors               | Jay Triano                    | Jay Triano                    | Privremeni trener Toronto Raptorsa                    |
| 1. lipnja 2009.                 | Philadelphia 76ers            | Tony DiLeo                    | Eddie Jordan                  | Glavni trener Wizardsa                                |
| 10. lipnja 2009.                | Sacramento Kings              | Kenny Natt                    | Paul Westphal                 | Izvršni direktor klupskih operacije Dallas Mavericksa |
| 9. srpnja 2009.                 | Detroit Pistons               | John Kuester                  | John Kuester                  | Pomoćni trener Cleveland Cavaliersa                   |
| 10. kolovoza 2009.              | Minnesota Timberwolves        | Kevin McHale                  | Kurt Rambis                   | Pomoćni trener Los Angeles Lakersa                    |
| Promjene trenera tijekom sezone |                               |                               |                               |                                                       |
| Datum                           | Klub                          | Bivši trener                  | Sadašnji glavni trener        | Razlog                                                |
| 12. studenog 2009.              | New Orleans Hornets           | Byron Scott                   | Jeff Bower                    | Otpušten nakon 3–6 starta u sezonu                    |
| 29. studenog 2009.              | New Jersey Nets               | Lawrence Frank                | Tom Barrise                   | Otpušten nakon 0-16 starta u sezonu                   |
| 29. studenog 2009.              | New Jersey Nets               | Tom Barrise                   | Kiki Vandeweghe               | Otpušten nakon 0-16 starta u sezonu                   |
| 4. veljače 2010.                | Los Angeles Clippers          | Mike Dunleavy, Sr.            | Kim Hughes                    | Razriješen trenerskih dužnosti                        |

Napomene
- Prekrižen = otpušten ili neće više biti trener u sezoni 2009./10.
- Boldirano =  novi glavni trener
- Kurziv = privremeni trener koji je postao glavni trener

### Smjene generalnih upravitelja
| Promjene generalnih upravitelja | Promjene generalnih upravitelja | Promjene generalnih upravitelja | Promjene generalnih upravitelja | Promjene generalnih upravitelja       |            |
| Datum                           | Klub                            | Bivši generalni upravitelj      | Novi generalni upravitelj       | Bivše funkcije                        |            |
| Predsezona                      | Predsezona                      | Predsezona                      | Predsezona                      | Predsezona                            | Predsezona |
| ------------------------------- | ------------------------------- | ------------------------------- | ------------------------------- | ------------------------------------- | ---------- |
| 11. svibnja 2009.               | Golden State Warriors           | Chris Mullin                    | Larry Riley                     | Pomoćni trener Golden State Warriorsa |            |
| 21. svibnja 2009.               | Chicago Bulls                   | John Paxson                     | Gar Forman                      | Upravitelj za igračke potrebe         |            |
| Tijekom sezone                  |                                 |                                 |                                 |                                       |            |
| Datum                           | Klub                            | Bivši generalni upravitelj      | Novi generalni upravitelj       | Razlog                                |            |
| 9. ožujka 2010.                 | Los Angeles Clippers            | Mike Dunleavy, Sr.              | Neil Olshey                     | Otpušten                              |            |

Napomene:
- Prekrižen = otpušten ili nije obnovio ugovor
- Boldirano = novi generalni upravitelj

## Prelasci igrača

### Zamjene
| U Denver Nuggetse - prava na Ty Lawsona (18. izbor NBA drafta 2009.)                 | U Minnesota Timberwolvese - izbor prvog kruga NBA drafta 2010.                                                        |
| U Oklahoma City Thundere - prava na B. J. Mullensa (24. izbor NBA drafta 2009.)      | U Dallas Maverickse - prava na Rodriguea Beauboisa (25. izbor NBA drafta 2009.) - budući izbor drugog kruga na draftu |
| U New York Knickse - prava na Toneya Douglasa (29. izbor NBA drafta 2009.)           | U Los Angeles Lakerse - budući izbor drugog kruga na draftu - novac                                                   |
| U New York Knickse - Darko Miličić                                                   | U Memphis Grizzliese - Quentin Richardson - novac                                                                     |
| U Portland Trail Blazerse - prava na Jeffa Pendergrapha (31. izbor NBA drafta 2009.) | U Sacramento Kingse - prava na Jona Brockmana (38. izbor NBA drafta 2009.) - Sergio Rodríguez - novac                 |
| U Houston Rocketse - prava na Jermainea Taylora (32. izbor NBA drafta 2009.)         | U Washington Wizardse - novac                                                                                         |
| U Houston Rocketse - prava na Sergia Llulla (34. izbor NBA drafta 2009.)             | U Denver Nuggetse - novac                                                                                             |
| U Miami Heat - prava na Patricka Beverleya (42. izbor NBA drafta 2009.)              | U Los Angeles Lakerse - budući izbor drugog kruga na draftu - novac                                                   |
| U New Orleans Hornetse - prava na Marcusa Thorntona (43. izbor NBA drafta 2009.)     | U Miami Heat - dva buduća izbora drugog kruga na draftu                                                               |
| U Houston Rocketse - prava na Chasea Budingera (44. izbor NBA drafta 2009.)          | U Detroit Pistonse - budući izbor drugog kruga na draftu - novac                                                      |
| U Dallas Maverickse - prava na Nicka Calathesa (45. izbor NBA drafta 2009.)          | U Minnesota Timberwolvese - budući izbor drugog kruga na draftu                                                       |
| U Oklahoma City Thunder - prava na Roberta Vadena (54. izbor NBA drafta 2009.)       | U Charlotte Bobcatse - novac                                                                                          |

| U Chicago Bullse - Hakim Warrick - Joe Alexander | U Milwaukee Buckse - John Salmons - budući izbori drugog kruga na NBA draftu 2011. i 2012. s mogućnošću zamjene za budući izbor prvog kruga na NBA draftu 2010. |
| U Chicago Bullse - Acie Law - Flip Murray - budući izbor prvog kruga na NBA draftu 2010. | U Charlotte Bobcatse - Tyrus Thomas |
| U Boston Celticse - Nate Robinson - Marcus Landry | U New York Knickse - Eddie House - J. R. Giddens - Bill Walker                                                                                                  |
| U Milwaukee Buckse - Royal Ivey - Primoz Brezec - budući izbor drugog kruga na NBA draftu 2010. | U Philadelphia 76erse - Francisco Elson - Jodie Meeks |
| U Memphis Grizzliese - Ronnie Brewer | U Utah Jazz - budući izbor prvog kruga na NBA draftu 2010. |
| Zamjena triju momčadi | |
| U New York Knickse - Tracy McGrady - Sergio Rodriguez | U Sacramento Kingse - Larry Hughes - Carl Landry - Joey Dorsey                                                                                                  |
| U Houston Rocketse - Kevin Martin - Jared Jeffries - Jordan Hill - Hilton Armstrong - budući izbor prvog kruga na NBA draftu 2012. (od strane New Yorka) - prava na zamjenu izbora provg kruga na NBA draftu s New Yorkom | |
| U Charlotte Bobcatse - Theo Ratliff | U San Antonio Spurse - budući izbor prvog kruga na NBA draftu 2016.                                                                                             |

### Potpisani slobodni igrači
| Potpisani u predsezoni   | Potpisani u predsezoni | Potpisani u predsezoni | Potpisani u predsezoni                   |
| ------------------------ | ---------------------- | ---------------------- | ---------------------------------------- |
| Igrač                    | Datum                  | Novi klub              | Bivši klub                               |
| Srpanj                   |                        |                        |                                          |
| Trevor Ariza             | 8. srpnja 2009.        | Houston Rockets        | Los Angeles Lakers                       |
| Ron Artest               | 8. srpnja 2009.        | Los Angeles Lakers     | Houston Rockets                          |
| Rasheed Wallace          | 8. srpnja 2009.        | Boston Celtics         | Detroit Pistons                          |
| Ben Gordon               | 8. srpnja 2009.        | Detroit Pistons        | Chicago Bulls                            |
| Malik Hairston           | 8. srpnja 2009.        | San Antonio Spurs      | Austin Toros (NBA Razvojna liga)         |
| Marcus Haislip           | 8. srpnja 2009.        | San Antonio Spurs      | Unicaja Málaga (Španjolska)              |
| Quinton Ross             | 8. srpnja 2009.        | Dallas Mavericks       | Memphis Grizzlies                        |
| Charlie Villanueva       | 8. srpnja 2009.        | Detroit Pistons        | Milwaukee Bucks                          |
| Chris Andersen           | 8. srpnja 2009.        | Denver Nuggets         | Denver Nuggets                           |
| Shannon Brown            | 8. srpnja 2009.        | Los Angeles Lakers     | Los Angeles Lakers                       |
| Anderson Varejão         | 9. srpnja 2009.        | Cleveland Cavaliers    | Cleveland Cavaliers                      |
| Brandon Bass             | 10. srpnja 2009.       | Orlando Magic          | Dallas Mavericks                         |
| Antonio McDyess          | 10. srpnja 2009.       | San Antonio Spurs      | Detroit Pistons                          |
| Jason Kidd               | 11. srpnja 2009.       | Dallas Mavericks       | Dallas Mavericks                         |
| Jannero Pargo            | 13. srpnja 2009.       | Chicago Bulls          | Olympiacos (Grčka)                       |
| Anthony Parker           | 13. srpnja 2009.       | Cleveland Cavaliers    | Toronto Raptors                          |
| Mike Bibby               | 13. srpnja 2009.       | Atlanta Hawks          | Atlanta Hawks                            |
| Marcin Gortat            | 13. srpnja 2009.       | Orlando Magic          | Orlando Magic                            |
| Grant Hill               | 13. srpnja 2009.       | Phoenix Suns           | Phoenix Suns                             |
| Zaza Pachulia            | 13. srpnja 2009.       | Atlanta Hawks          | Atlanta Hawks                            |
| Dahntay Jones            | 14. srpnja 2009.       | Indiana Pacers         | Denver Nuggets                           |
| Channing Frye            | 14. srpnja 2009.       | Phoenix Suns           | Portland Trail Blazers                   |
| Ronnie Price             | 14. srpnja 2009.       | Utah Jazz              | Utah Jazz                                |
| Lindsey Hunter           | 15. srpnja 2009.       | Chicago Bulls          | Chicago Bulls                            |
| Paul Millsap             | 16. srpnja 2009.       | Utah Jazz              | Utah Jazz                                |
| Joel Anthony             | 20. srpnja 2009.       | Miami Heat             | Miami Heat                               |
| Jarrett Jack             | 21. srpnja 2009.       | Toronto Raptors        | Indiana Pacers                           |
| Chris Wilcox             | 22. srpnja 2009.       | Detroit Pistons        | New York Knicks                          |
| Jamaal Magloire          | 22. srpnja 2009.       | Miami Heat             | Miami Heat                               |
| Josh McRoberts           | 22. srpnja 2009.       | Indiana Pacers         | Indiana Pacers                           |
| Matt Barnes              | 23. srpnja 2009.       | Orlando Magic          | Phoenix Suns                             |
| Ersan İlyasova           | 23. srpnja 2009.       | Milwaukee Bucks        | Regal FC Barcelona (Španjolska)          |
| Andre Miller             | 24. srpnja 2009.       | Portland Trail Blazers | Philadelphia 76ers                       |
| Jamario Moon             | 24. srpnja 2009.       | Cleveland Cavaliers    | Miami Heat                               |
| Theo Ratliff             | 25. srpnja 2009.       | San Antonio Spurs      | Philadelphia 76ers                       |
| Tim Thomas               | 28. srpnja 2009.       | Dallas Mavericks       | Chicago Bulls                            |
| Earl Watson              | 28. srpnja 2009.       | Indiana Pacers         | Oklahoma City Thunder                    |
| Ike Diogu                | 29. srpnja 2009.       | New Orleans Hornets    | Sacramento Kings                         |
| Drew Gooden              | 30. srpnja 2009.       | Dallas Mavericks       | San Antonio Spurs                        |
| Solomon Jones            | 30. srpnja 2009.       | Indiana Pacers         | Atlanta Hawks                            |
| Rašo Nesterović          | 30. srpnja 2009.       | Toronto Raptors        | Indiana Pacers                           |
| Hakim Warrick            | 31. srpnja 2009.       | Milwaukee Bucks        | Memphis Grizzlies                        |
| Lamar Odom               | 31. srpnja 2009.       | Los Angeles Lakers     | Los Angeles Lakers                       |
| Kolovoz                  |                        |                        |                                          |
| Kevin Ollie              | 1. kolovoza 2009.      | Oklahoma City Thunder  | Minnesota Timberwolves                   |
| Sean May                 | 3. kolovoza 2009.      | Sacramento Kings       | Charlotte Bobcats                        |
| Marcus Williams          | 7. kolovoza 2009.      | Memphis Grizzlies      | Quebradillas Pirates (Puerto Rico)       |
| Shelden Williams         | 7. kolovoza 2009.      | Boston Celtics         | Minnesota Timberwolves                   |
| Marvin Williams          | 7. kolovoza 2009.      | Atlanta Hawks          | Atlanta Hawks                            |
| Ryan Hollins             | 10. kolovoza 2009.     | Minnesota Timberwolves | Dallas Mavericks                         |
| Glen Davis               | 10. kolovoza 2009.     | Boston Celtics         | Boston Celtics                           |
| Royal Ivey               | 10. kolovoza 2009.     | Philadelphia 76ers     | Philadelphia 76ers                       |
| Fabricio Oberto          | 11. kolovoza 2009.     | Washington Wizards     | Detroit Pistons                          |
| Leon Powe                | 12. kolovza 2009.      | Cleveland Cavaliers    | Boston Celtics                           |
| Ben Wallace              | 12. kolovza 2009.      | Detroit Pistons        | Phoenix Suns                             |
| Primož Brezec            | 13. kolovoza 2009.     | Philadelphia 76ers     | Lottomatica Roma (Italija)               |
| Anthony Carter           | 14. kolovoza 2009.     | Denver Nuggets         | Denver Nuggets                           |
| Jason Williams           | 19. kolovoza 2009.     | Orlando Magic          | umirovljenje                             |
| Joe Smith                | 25. kolovoza 2009.     | Atlanta Hawks          | Cleveland Cavaliers                      |
| Trey Gilder              | 27. kolovoza 2009.     | Memphis Grizzlies      | Colorado 14ers (NBA razvojna liga)       |
| Adonal Foyle             | 27. kolovoza 2009.     | Orlando Magic          | Orlando Magic                            |
| Sean Marks               | 27. kolovoza 2009.     | New Orleans Hornets    | New Orleans Hornets                      |
| Johan Petro              | 27. kolovoza 2009.     | Denver Nuggets         | Denver Nuggets                           |
| Rujan                    |                        |                        |                                          |
| Marquis Daniels          | 1. rujna 2009.         | Boston Celtics         | Indiana Pacers                           |
| Jason Collins            | 2. rujna 2009.         | Atlanta Hawks          | Minnesota Timberwolves                   |
| Mikki Moore              | 2. rujna 2009.         | Golden State Warriors  | Boston Celtics                           |
| Pops Mensah-Bonsu        | 3. rujna 2009.         | Houston Rockets        | Toronto Raptors                          |
| C. J. Watson             | 9. rujna 2009.         | Golden State Warriors  | Golden State Warriors                    |
| Allen Iverson            | 10. rujna 2009.        | Memphis Grizzlies      | Detroit Pistons                          |
| Warren Carter            | 11. rujna 2009.        | New York Knicks        | BK Ventspils (Latvia)                    |
| Gabe Pruitt              | 11. rujna 2009.        | New York Knicks        | Boston Celtics                           |
| Ramon Sessions           | 11. rujna 2009.        | Minnesota Timberwolves | Milwaukee Bucks                          |
| Steve Novak              | 11. rujna 2009.        | Los Angeles Clippers   | Los Angeles Clippers                     |
| James Singleton          | 14. rujna 2009.        | Dallas Mavericks       | Dallas Mavericks                         |
| Rodney Carney            | 15. rujna 2009.        | Philadelphia 76ers     | Minnesota Timberwolves                   |
| Brian Skinner            | 16. rujna 2009.        | Los Angeles Clippers   | Los Angeles Clippers                     |
| Luther Head              | 17. rujna 2009.        | Indiana Pacers         | Miami Heat                               |
| Juwan Howard             | 17. rujna 2009.        | Portland Trail Blazers | Charlotte Bobcats                        |
| Desmond Mason            | 17. rujna 2009.        | Sacramento Kings       | Oklahoma City Thunder                    |
| Saša Pavlović            | 17. rujna 2009.        | Minnesota Timberwolves | Phoenix Suns                             |
| Sun Yue                  | 17. rujna 2009.        | New York Knicks        | Los Angeles Lakers                       |
| Morris Almond            | 18. rujna 2009.        | Orlando Magic          | Utah Jazz                                |
| Linton Johnson           | 18. rujna 2009.        | Orlando Magic          | Chicago Bulls                            |
| Aaron Gray               | 22. rujna 2009.        | Chicago Bulls          | Chicago Bulls                            |
| Raymond Felton           | 23. rujna 2009.        | Charlotte Bobcats      | Charlotte Bobcats                        |
| Keith Bogans             | 23. rujna 2009.        | San Antonio Spurs      | Milwaukee Bucks                          |
| Dwayne Jones             | 23. rujna 2009.        | San Antonio Spurs      | Idaho Stampede (NBA razvojna liga)       |
| David Lee                | 24. rujna 2009.        | New York Knicks        | New York Knicks                          |
| Ronald Murray            | 24. rujna 2009.        | Charlotte Bobcats      | Atlanta Hawks                            |
| Nate Robinson            | 25. rujna 2009.        | New York Knicks        | New York Knicks                          |
| Ime Udoka                | 25. rujna 2009.        | Portland Trail Blazers | San Antonio Spurs                        |
| Potpisani tijekom sezone |                        |                        |                                          |
| Igrač                    | Datum                  | Novi klub              | Bivši klub                               |
| Listopad                 |                        |                        |                                          |
| Carlos Arroyo            | 12. listopada 2009.    | Miami Heat             | Maccabi Tel Aviv (Izrael)                |
| Jarron Collins           | 26. listopada 2009.    | Phoenix Suns           | Portland Trail Blazers                   |
| Studeni                  |                        |                        |                                          |
| Ime Udoka                | 4. studenog 2009.      | Sacramento Kings       | Portland Trail Blazers                   |
| Earl Boykins             | 11. studenog 2009.     | Washington Wizards     | Virtus Bologna (Italija)                 |
| Jamaal Tinsley           | 14. studenog 2009.     | Memphis Grizzlies      | Indiana Pacers                           |
| Pops Mensah-Bonsu        | 16. studenog 2009.     | Toronto Raptors        | Houston Rockets                          |
| Chris Hunter             | 20. studenog 2009.     | Golden State Warriors  | New York Knicks                          |
| Mike Wilks               | 26. studenog 2009.     | Oklahoma City Thunder  | Memphis Grizzlies                        |
| Prosinac                 |                        |                        |                                          |
| Allen Iverson            | 2. prosinca 2009.      | Philadelphia 76ers     | Memphis Grizzlies                        |
| Jonathan Bender          | 13. prosinca 2009.     | New York Knicks        | Umirovljenje                             |
| Anthony Tolliver         | 17. prosinca 2009.     | Portland Trail Blazers | Idaho Stampede (razvojna liga)           |
| Mike Harris              | 22. prosinca 2009.     | Houston Rockets        | Rio Grande Valley Vipers (razvojna liga) |
| Shavlik Randolph         | 30. prosinca 2009.     | Portland Trail Blazers | Miami Heat                               |
| Siječanj                 |                        |                        |                                          |
| Rafer Alston             | 7. siječnja 2010.      | Miami Heat             | New Jersey Nets                          |
| Lester Hudson            | 9. siječnja 2010.      | Memphis Grizzlies      | Boston Celtics                           |
| Jerry Stackhouse         | 18. siječnja 2010.     | Milwaukee Bucks        | Memphis Grizzlies                        |
| Sundiata Gaines          | 25. siječnja 2010.     | Utah Jazz              | desetodnevni ugovor s Utahom             |
| Will Conroy              | 28. siječnja 2010.     | Houston Rockets        | Rio Grande Valley Vipers (razvojna liga) |
| Coby Karl                | 31. siječnja 2010.     | Golden State Warriors  | Idaho Stampede (razvojna liga)           |
| Veljača                  |                        |                        |                                          |
| Mario West               | 1. veljače 2010.       | Atlanta Hawks          | desetodnevni ugovor s Atlantom           |
| Anthony Tolliver         | 6. veljače 2010.       | Golden State Warriors  | desetodnevni ugovor s Golden Stateom     |
| Ožujak                   |                        |                        |                                          |
| Larry Hughes             | 13. ožujka 2010.       | Charlotte Bobcats      | New York Knicks                          |

### Desetodneveni ugovori
| Datum              | Klub                   | Igrač             | Drugi ugovor       |
| ------------------ | ---------------------- | ----------------- | ------------------ |
| 5. siječnja 2010.  | Utah Jazz              | Sundiata Gaines*  | 15. siječnja 2010. |
| 8. siječnja 2010.  | Portland Trail Blazers | Shavlik Randolph  |                    |
| 10. siječnja 2010. | Golden State Warriors  | Cartier Martin*   | 20. siječnja 2010. |
| 12. siječnja 2010. | Atlanta Hawks          | Mario West*       | 22. siječnja 2010. |
| 17. siječnja 2010. | Golden State Warriors  | Anthony Tolliver* | 27. siječnja 2010. |
| 22. siječnja 2010. | Los Angeles Clippers   | JamesOn Curry     |                    |
| 23. siječnja 2010. | Cleveland Cavaliers    | Cedric Jackson*   | 2. veljače 2010.   |
| 4. veljače 2010.   | Chicago Bulls          | Chris Richard*    | 15. veljače 2010.  |
| 4. veljače 2010.   | New Orleans Hornets    | Jason Hart        |                    |
| 8. veljače 2010.   | Houston Rockets        | Garrett Temple*   | 18. veljače 2010.  |
| 22. veljače 2010.  | Oklahoma City Thunder  | Antonio Anderson  |                    |
| 24. veljače 2010.  | Washington Wizards     | Mike Harris       |                    |
| 26. veljače 2010.  | Washington Wizards     | Shaun Livingston* | 8. ožujka 2010.    |
| 2. ožujka 2010.    | Golden State Warriors  | Reggie Williams*  | 12. ožujka 2010.   |
| 3. ožujka 2010.    | Utah Jazz              | Othyus Jeffers    |                    |
| 3. ožujka 2010.    | Sacramento Kings       | Garrett Temple    |                    |
| 7. ožujka 2010.    | Washington Wizards     | Alonzo Gee        |                    |
| 13. ožujka 2010.   | San Antonio Spurs      | Garrett Temple    |                    |
| 24. ožujka 2010.   | Houston Rockets        | Mike Harris       |                    |

Napomene
* Igrači koji su potpisali drugi desetodnevni ugovor s istom momčadi

### Otpušteni
Srpanj
- 1. srpnja 2009. Detroit je otpustio Fabricia Oberta
- 10. srpnja 2009. Memphis je otpustio Jerryja Stackhousea
- 13. srpnja 2009. Phoenix je otpustio Bena Wallacea
- 14. srpnja 2009. Chicago je otpustio Tima Thomasa
- 17. srpnja 2009. Oklahoma City je otpustio Earla Watsona
- 20. srpnja 2009. Chicago je otpustio Anthonyja Robertsona.
- 22. srpnja 2009. Indiana je otpustila Jamaala Tinsleya
- 27. srpnja 2009. Golden State je otpustio Jermareoa Davidsona
- 29. srpnja 2009. Cleveland je otpustio Tarencea Kinseya
- 30. srpnja 2009. Chicago je otpustio Lintona Johnsona i DeMarcusa Nelsona
- 31. srpnja 2009. L.A. Lakersi su otpustili Sun Yuea
- 31. srpnja 2009. Milwaukee je otpustio Salima Stoudamirea i Brucea Bowena
- 31. srpnja 2009. New York je otpustio Mouhameda Senu
- 31. srpnja 2009. L.A. Clippersi su otpustili Mikea Taylora
- 31. srpnja 2009. Boston su otpustili Gabea Pruitta

Kolovoz
- 21. kolovoza 2009. L.A. Clippersi su otpustili Marka Madsena

Rujan
- 14. rujna 2009. Dallas je otpustio Grega Bucknera
- 14. rujna 2009. Phoenix je otpustio Sašu Pavlovića
- 22. rujna 2009. Minnesota je otpustila Chuckya Atkinsa
- 23. rujna 2009. San Antonio je otpustio Jacka McClintona

Listopad
- 28. listopada 2009. Orlando je otpustio Lintona Johnsona
- 28. listopada 2009. Chicago je otpustio Derricka Byarsa

Studeni
- 5. studenog 2009. Memphis je otpustio Treya Gildera
- 5. studenog 2009. Sacramento je otpustio Desmonda Masona
- 11. studenog 2009. Washington je otpustio Paula Davisa
- 12. studenog 2009. Toronto je otpustio Quincya Doubya
- 13. studenog 2009. Houston je otpustio Popsa Mensaha-Bonsu
- 17. studenog 2009. Memphis je otpustio Allena Iversona
- 25. studenog 2009. Oklahoma je otpustila Ryana Bowena

Prosinac
- 14. prosinca 2009. Miami je otpustio Shavlika Randolpha
- 22. prosinca 2009. Oklahoma je otpustila Mikea Wilksa
- 22. prosinca 2009. Oklahoma je otpustila Shauna Livingstona
- 29. prosinca 2009. Phoenix je otpustio Jasona Harta
- 29. prosinca 2009. Portland je otpustio Anthonyja Tollivera

Siječanj
- 4. siječnja 2010. Milwaukee je otpustio Roka Ukića
- 4. siječnja 2010. Golden State je otpustio Mikkia Moorea
- 5. siječnja 2010. New Jersey je otpustio Rafera Alstona
- 5. siječnja 2010. Toronto je otpustio Popsa Mensaha-Bonsua
- 5. siječnja 2010. Atlanta je otpustila Othella Huntera
- 6. siječnja 2010. Houston je otpustio Mikea Harrisa
- 6. siječnja 2010. Portland je otpustio Shavlika Randolpha
- 6. siječnja 2010. Cleveland je otpustio Cobya Karla
- 6. siječnja 2010. Boston je otpustio Lestera Hudsona
- 11. siječnja 2010. New Jersey je otpustio Seana Williamsa
- 15. siječnja 2010. New Jersey je otpustio Shawnea Williamsa
- 22. siječnja 2010. Los Angeles je otpustio Kareema Rusha
- 22. siječnja 2010. San Antonio je otpustio Marcusa Haislipa
- 26. siječnja 2010. Los Angeles je otpustio JamesOna Currya

Veljača
- 6. veljače 2010. Golden State je otpustio Speedya Claxtona
- 16. veljače 2010. Los Angeles je otpustio Rickya Davisa
- 18. veljače 2010. Sacramento je otpustio Kennya Thomasa

Ožujak
- 1. veljače 2010. Indiana je otpustila Travisa Dienera
- 1. veljače 2010. San Antonio je otpustio Michaela Finleya
- 3. veljače 2010. Chicago je otpustio Lindseya Huntera

### Igrači s kojima su raskinuti ugovori
Detroit Pistons
- Allen Iverson (prešao u Memphis Grizzliese)
- Antonio McDyess (prešao u San Antonio Spurse)
- Wálter Herrmann

Memphis Grizzlies
- Chris Mihm
- Darius Miles
- Mike Wilks
- Juan Carlos Navarro

Portland Trail Blazers
- Raef LaFrentz
- Shavlik Randolph
- Michael Ruffin

### Igrači koji nisu ušli u momčad
| Atlanta Hawks                                                                                        | Boston Celtics                                                                                | Charlotte Bobcats                                                                              | Chicago Bulls                                                                    | Cleveland Cavaliers                                                                |
| --- | --------------------------------------------------------------------------------------------- | ---------------------------------------------------------------------------------------------- | -------------------------------------------------------------------------------- | ---------------------------------------------------------------------------------- |
| - Aaron Miles - Frank Robinson - Mike Wilks - Juan Dixon - Mario West - Garret Siler - Courtney Sims | - Mike Sweetney                                                                               | - Dontell Jefferson - Antonio Anderson                                                         | - Curtis Stinson - Steven Hill - Chris Richard                                   | - Rob Kurz - Luke Nevill - Andre Barrett - Russell Robinson - Darryl Watkins       |
| Dallas Mavericks                                                                                     | Denver Nuggets                                                                                | Detroit Pistons                                                                                | Golden State Warriors                                                            | Houston Rockets                                                                    |
| - Jake Voskuhl                                                                                       | - Keith Brumbaugh - Dontaye Draper - James White - Kurt Looby                                 | - Maceo Baston - Deron Washington                                                              | - Diamon Simpson - Shaun Pruitt                                                  | - Romel Beck - Garrett Temple - Will Conroy - Brent Barry                          |
| Indiana Pacers                                                                                       | Los Angeles Lakers                                                                            | Los Angeles Clippers                                                                           | Memphis Grizzlies                                                                | Miami Heat                                                                         |
| - Lawrence Roberts - Demetris Nichols - Rod Benson                                                   | - Michael Fey - Mickael Gelabale - David Monds - Thomas Kelati - Tonny Gaffney                | - Taj Gray - Jerel McNeal - Anthony Roberson                                                   | - Thomas Gardner - Leon Rodgers - Mike Taylor                                    | - Alade Aminu - Andre Brown - John Lucas                                           |
| Milwaukee Bucks                                                                                      | Minnesota Timberwolves                                                                        | New Jersey Nets                                                                                | New Orleans Hornets                                                              | New York Knicks                                                                    |
| - Dominic James - Mark Tyndale - Marcus Hubbard - Walter Sharpe                                      | - Jack McClinton - Alonzo Gee - Mustafa Shakur - Devin Green - Jared Reiner - Antonio Daniels | - Will Blalock - Bennet Davis - Brian Hamiliton                                                | - Earl Barron - Larry Owens                                                      | - Gabe Pruitt - Ron Howard - Sun Yue - Warren Carter - Joe Crawford - Chris Hunter |
| Oklahoma City Thunder                                                                                | Orlando Magic                                                                                 | Philadelphia 76ers                                                                             | Phoenix Suns                                                                     | Portland Trail Blazers                                                             |
| - Tre Kelley - Michael Ruffin - Mike Harris                                                          | - Morris Almond                                                                               | - Rashad Jones-Jennings - Sean Singletary - Stromile Swift - Dionte Christmas - Brandon Bowman | - Raymond Sykes - Dan Dickau - Carlos Powell                                     | - Jarron Collins - Ime Udoka                                                       |
| Sacramento Kings                                                                                     | San Antonio Spurs                                                                             | Toronto Raptors                                                                                | Utah Jazz                                                                        | Washington Wizards                                                                 |
| - Lanny Smith - Melvin Ely                                                                           | - Dwayne Jones - Curtis Jerrells - Marcus Williams                                            |                                                                                                | - Alexander Johnson - Spencer Nelson - Goran Suton - Paul Harris - Ronald Dupree | - Vincent Grier                                                                    |

### Odlasci u Europu
| Igrač             | Datum               | Novi klub                     | Bivši klub           |
| Cartier Martin    | 17. srpnja 2009.    | Benetton Treviso (Italija)    | Charlotte Bobcats    |
| Wálter Herrmann   | 17. srpnja 2009.    | Caja Laboral (Španjolska)     | Detroit Pistons      |
| Jeremy Richardson | 11. kolovoza 2009.  | Aris BC (Grčka)               | Orlando Magic        |
| Von Wafer         | 12. kolovoza 2009.  | Olympiacos (Grčka)            | Houston Rockets      |
| Linas Kleiza      | 18. kolovoza 2009.  | Olympiacos (Grčka)            | Denver Nuggets       |
| Fred Jones        | 19. kolovoza 2009.  | Angelico Biella (Italija)     | Los Angeles Clippers |
| Maurice Ager      | 22. kolovoza 2009.  | Cajasol Sevilla (Španjolska)  | New Jersey Nets      |
| Alex Acker        | 22. kolovoza 2009.  | Armani Jeans Milano (Italija) | Los Angeles Clippers |
| Tarence Kinsey    | 24. kolovoza 2009.  | Fenerbahçe Ülker (Turska)     | Cleveland Cavaliers  |
| Cedric Simmons    | 25. kolovoza 2009.  | Peristeri BC (Grčka)          | Sacramento Kings     |
| Mouhamed Sene     | 26. rujna 2009.     | Hyeres-Toulon (Francuska)     | New York Knicks      |
| Cheikh Samb       | 2. listopada 2009.  | Real Madrid (Španjolska)      | New York Knicks      |
| Damon Jones       | 15. listopada 2009. | Napoli (Italija)              | Milwaukee Bucks      |
| Dwayne Jones      | 16. listopada 2009. | Red Star (Serbia)             | San Antonio Spurs    |
| Mike Taylor       | 20. studenog 2009.  | Crvena zvezda (Srbija)        | Memphis Grizzlies    |
| Marko Jarić       | 22. prosinca 2009.  | Real Madrid (Španjolska)      | Memphis Grizzlies    |
| Stephon Marbury   | 18. siječnja 2010.  | Shanxi Zhongyu (Kina)         | Boston Celtics       |

## NBA draft
Draft je održan 25. lipnja 2009. u Madison Square Gardenu, New York.

### Izabrani na draftu
| PG | Razigravač | SG | Bek šuter | SF | Nisko krilo | PF | Krilni centar | C | Centar |

| Izbor | Igrač             | Poz. | Nacionalnost | Momčad                                  | Sveučilište / Inozemni klub |
| ----- | ----------------- | ---- | ------------ | --------------------------------------- | --------------------------- |
| 1.    | Blake Griffin     | PF   | SAD          | Los Angeles Clippers                    | Oklahoma (So.)              |
| 2.    | Hasheem Thabeet   | C    | Tanzanija    | Memphis Grizzlies                       | Connecticut (Jr.)           |
| 3.    | James Harden      | SG   | SAD          | Oklahoma City Thunder                   | Arizona State (So.)         |
| 4.    | Tyreke Evans      | PG   | SAD          | Sacramento Kings                        | Memphis (Fr.)               |
| 5.    | Ricky Rubio       | PG   | Španjolska   | Minnesota Timberwolves (iz Washingtona) | DKV Joventut (Španjolska)   |
| 6.    | Jonny Flynn       | PG   | SAD          | Minnesota Timberwolves                  | Syracuse (So.)              |
| 7.    | Stephen Curry     | SG   | SAD          | Golden State Warriors                   | Davidson (Jr.)              |
| 8.    | Jordan Hill       | PF   | SAD          | New York Knicks                         | Arizona (Jr.)               |
| 9.    | DeMar DeRozan     | SG   | SAD          | Toronto Raptors                         | USC (Fr.)                   |
| 10.   | Brandon Jennings  | PG   | SAD          | Milwaukee Bucks                         | Lottomatica Rim (Italija)   |
| 11.   | Terrence Williams | SG   | SAD          | New Jersey Nets                         | Louisville](Sr.)            |
| 12.   | Gerald Henderson  | SG   | SAD          | Charlotte Bobcats                       | Duke (Jr.)                  |
| 13.   | Tyler Hansbrough  | PF   | SAD          | Indiana Pacers                          | North Carolina (Sr.)        |
| 14.   | Earl Clark        | SF   | SAD          | Phoenix Suns                            | Louisville (Jr.)            |

### Potpisani igrači koji nisu izabrani na draftu
| Igrač           | Datum           | Novi klub         | Bivši klub              |
| Curtis Jerrells | 23. rujna 2009. | San Antonio Spurs | Marquette Golden Eagles |
| Wesley Matthews | 24. rujna 2009. | Utah Jazz         | Marquette Golden Eagles |
| Paul Harris     | 24. rujna 2009. | Utah Jazz         | Syracuse Orange         |

## Vanjske poveznice
- Prelasci sezone 2009./10. NBA.com. Turner Sports Interactive, Inc.
- Prelasci sezone 2009./10. ESPN.com. ESPN Internet Ventures.